# Ponta do Topo
A denominação Ponta do Topo é dada ao extremo Oriental da ilha de São Jorge. Localiza-se no lugar de Vila do Topo, concelho da Calheta, ilha de São Jorge, arquipélago dos Açores.

## Descrição
O nome desta localidade provém justamente por se situar no topo, isto é no topo/extremo da terra da ilha, e também por ser o topo/altitude por se situar no fim de uma das serras mais elevadas da ilha.
A Serra do Topo, que apesar de não conter a elevação mais alta da ilha - o Pico da Esperança que se eleva a 1053 metros - caracteriza-se pelas suas montanhas serem todas semelhantes na altitude e homogeneidade morfológica pelo facto de terem tido todas origem na erupção mais recente da ilha de São Jorge - erupção essa que quase deu origem a uma nova ilha mas que acabou por se juntar às terras já existentes formadas pelas erupções anteriores.

## Paisagem
Ao longo da estrada de altitude e única que atravessa a Serra do Topo é possível ver-se as fracturas geológicas da união entre as novas terras formadas e as já existentes.
A paisagem, única pela sua graciosidade, é povoada por uma floresta de Laurisilva de altitude típica da Macaronésia, interrompida aqui e ali por pastagens onde os bovinos caprinos e algumas ovelhas pastam placidamente por entre gigantes Ericas Azoricas, e uma fauna natural muito rica, com destaque para os passariformes, como a Labandeira e o Milhafre que, pelo facto de não estarem habituados ao homem, não o temem, permitindo uma observação ornitológica já rara em outras ilhas dos Açores.
A Ponta do Topo inicia-se junto do mar, ao pé do Ilhéu do Topo, e sobe as montanhas em direcção ao interior da ilha de uma forma algo abrupta ,deixando poucos espaços planos para uso humano. A Serra do Topo está entre as elevações mais altas da ilha de São Jorge.

## História
Trata-se de um dos locais mais carregados de história da ilha de são Jorge. Segundo a história foi na costa da Ponta do Topo que os primeiros povoadores da ilha de São Jorge tocaram terra, desembarcaram e deram inicio aquilo que foi o primeiro povoado da ilha. Foi a terra do povoador jorsense natural da Flandres Willem van der Hagen, que nos Açores traduziu o seu nome para Guilherme da Silveira. Deste povoador descende cerca de 25% da actual população da Ilha de São Jorge.
A Ponta do Topo alberga o um porto, o Porto de Vila do Topo. É ainda neste sítio que nasceu a Vila do Topo, e que, devido à altitude e proximidade com o mar, foi construído o Farol da Ponta do Topo em 1927.